# Honorato I de Mônaco
Honorato I (16 de Dezembro de 1522 - 7 de Outubro de 1581) foi o Senhor de Mônaco de 22 de Agosto de 1523 até a sua morte.
Honotaro I foi o filho mais novo de Luciano I e tornou-se Senhor aos 9 meses de idade, apos o assassinato do seu pai, em 22 de Agosto de 1523.  Seu tio Augustine Grimaldi foi indicado como regente até que Honorato I atingisse a maioridade. Augustine Grimaldi morreu em 14 de Abril de 1532 enquanto Honorato ainda era menor então outro regente foi escolhido.  
Nicolau Grimaldi foi escolhido mas governou por apenas 9 dias. Foi então sucedido por Étienne Grimaldi de Gênova, que ficou conhecido como "O Governador" e governou até que Honorato atingisse a maioridade.  Em 1545, Honorato casou-se com Isabella Grimaldi, com quem teve quatro filhos.
Honorato foi o responsável pelas restaurações feitas na Catedral de São Nicolau e seu reinado foi relativamente calmo e de paz.